# Ervin Zádor
Ervin Zádor (Budapest, 7 de juny del 1935 - 29 d'abril de 2012) fou un waterpolista hongarès.
Participà una vegada als Jocs Olímpics, l'any 1956, quan aconseguí una medalla d'or. Es feu famós després del bany de sang de Melbourne contra la Unió Soviètica, en què hagué d'abandonar la piscina amb un ull ensangonat després de rebre un cop de Valentín Prokopov.
Després dels Jocs Olímpics fugí a l'oest i esdevingué entrenador de nedadors com Mark Spitz.
Zádor competí pel Vasas Sport Club Hajógyár SK.